# 俞唐
俞唐（？—？），浙江人，清朝官員。監生出身。

## 生平
俞唐於1749年（乾隆14年）接替汪天來，於台灣擔任台灣府海防補盜同知。品等為正五品的該官職隸屬於台灣府，主管船政治安業務，相當於副知府。
1750年（乾隆15年），他調任接替陳玉友，於台灣擔任台灣府淡水撫民同知。台灣府淡水撫民同知又稱淡水同知，為台灣清治時期的重要地方官員，官職品等為正五品，專司負責北台灣內政，為駐守於淡水廳的地方父母官。因為當時淡水廳管轄區域約今台灣基隆至新竹，因此實為北台灣的實際統治者。翌年，他則又調回擔任台防同知。